# Джона Гілл
Джона Гілл (англ. Jonah Hill, повне ім'я Джона Гілл Фельдштайн (англ. Jonah Hill Feldstein), нар. 20 грудня 1983, Лос-Анджелес, Каліфорнія, США) — американський актор, продюсер і сценарист, відомий своїми ролями у фільмах «Мачо і ботан», «Це кінець» та іншими.

## Життєпис

### Раннє життя
Джона Гілл народився 20 грудня 1983 року у Лос-Анджелесі, штат Каліфорнія, США, виріс у сім'ї Річарда Фельдштайна (англ. Richard Feldstein), який працював бухгалтером гурту Guns N' Roses під час їхнього турне, і Шерон (Чалкін) (англ. Sharon (Chalkin)) — модельєрка і стилістка по костюмах. З раннього дитинства Джона хотів стати сценаристом і працювати у творчих колективах «Сімпсонів» і «Суботнього вечора у прямому ефірі». Спочатку він вчився у приватній школі Брентвуд, а пізніше у коледжі Кросроадс. Після випуску Джона поступив у Нову школу, що у Нью-Йорку, де навчався на драмі. Має молодшу сестру Біані Фельдштейн, яка також акторка.

### Професійна діяльність
Кінодебют Джони відбувся 2004 року, коли він зіграв роль Брета Гутена у фільмі «Змова». Першим фільмом, де Джона виконав головну роль, був «Суперперці». За виконання ролі Пітера Бренда у фільмі «Людина, яка змінила все» (2011) Гілл отримав номінацію за Найкращу чоловічу роль другого плану.

### Особисте життя
2011 року, після трьох років стосунків, Джона Гілл розійшовся зі своєю дівчиною Джордан Кляйн, з якою знайомий був ще зі школи. Живе у Брентвуді, Каліфорнія, США.

## Творчий доробок

### Фільмографія
| Рік  | Назва українською               | Оригінальна назва                     | Персонаж                                            |
| ---- | ------------------------------- | ------------------------------------- | --------------------------------------------------- |
| 2004 | Змова                           | I Heart Huckabees                     | Брет Гутен (англ. Bret Hooten)                      |
| 2005 | Сорокалітній незайманий         | The 40 Year Old Virgin                | клієнт eBay (англ. eBay Customer)                   |
| 2006 | Клік: З пультом по життю        | Click                                 | Бен (18-річний син Майкла) (англ. Ben)              |
| 2006 | Нас прийняли                    | Accepted                              | Шерман Шрейдер ІІІ (англ. Sherman Schrader III)     |
| 2006 | 10 кроків до успіху             | 10 Items or Less                      | Packy (англ. Пекі)                                  |
| 2007 | Трішки вагітна                  | Knocked Up                            | Джона (англ. Jonah)                                 |
| 2007 | Суперперці                      | Superbad                              | Сет (англ. Seth)                                    |
| 2007 | Еван Всемогутній                | Evan Almighty                         | Юджин Танненбаум (англ. Eugene Tannenbaum)          |
| 2008 | В прольоті                      | Forgetting Sarah Marshall             | Меттью (англ. Matthew)                              |
| 2008 | Хортон                          | Horton Hears a Who!                   | Томмі (озвучення) (англ. Tommy)                     |
| 2010 | Зірковий ескорт                 | Get Him to the Greek                  | Аарон Грін (англ. Aaron Green)                      |
| 2010 | Мегамозок                       | Megamind                              | Гел / Титан (озвучення) (англ. Hal Stewart/Tighten) |
| 2010 | Як приборкати дракона           | Snotlout                              | Шмаркляк (озвучення) (англ. Snotlout Jorgenson)     |
| 2011 | Людина, яка змінила все         | Moneyball                             | Пітер Бренд (англ. Peter Brand)                     |
| 2012 | Мачо і ботан                    | 21 Jump Street                        | Мортон Шмідт (англ. Morton Schmidt)                 |
| 2012 | Сусіди на стрьомі               | The Watch                             | Франклін (англ. Franklin)                           |
| 2012 | Джанґо вільний                  | Django Unchained                      | камео                                               |
| 2013 | Кінець світу                    | This Is the End                       | Джона Гілл (англ. Jonah Hill)                       |
| 2013 | Вовк із Волл-стріт              | The Wolf of Wall Street               | Донні Азоф (англ. Donnie Azoff)                     |
| 2014 | Мачо і ботан 2                  | 22 Jump Street                        | Мортон Шмідт (англ. Morton Schmidt)                 |
| 2014 | Lego Фільм                      | The Lego Movie                        | Зелений Ліхтар (озвучення) (англ. Green Lantern)    |
| 2014 | Як приборкати дракона 2         | How to Train Your Dragon 2            | Шмаркляк (озвучення) (англ. Snotlout Jorgenson)     |
| 2015 | Правдива історія                | True Story                            | Майкл Фінкель (англ. Michael Finkel)                |
| 2016 | Аве, Цезар!                     | Hail, Caesar!                         | Джо Сильверман (англ. Joe Silverman)                |
| 2016 | Повний розковбас                | Sausage Party                         | Карл (озвучення) (англ. Carl)                       |
| 2016 | Хлопці зі стволами              | War Dogs                              | Ефраїм Діверолі (англ. Ephraim Diveroli)            |
| 2018 | Не хвилюйся, він далеко не піде | Don't Worry, He Won't Get Far on Foot | Донні (англ. Donnie)                                |
| 2018 | Маніяк (мінісеріал)             | Maniac                                | Овен Мілгрим (англ. Aries Milgrim)                  |
| 2019 | Lego Фільм 2                    | The Lego Movie 2: The Second Part     | Зелений Ліхтар (озвучення) (англ. Green Lantern)    |
| 2019 | Пустопляс                       | The Beach Bum                         | Льюїс (англ. Lewis)                                 |
| 2021 | Не дивися вгору                 | Don't Look Up                         | Джейсон Орлеан (англ. Jason Orlean)                 |
| 2023 | Ваші і наші                     | You People                            | Езра Коен (англ. Ezra Koen)                         |

### Нагороди і номінації[11]
| Рік  | Фільм                   | Роль                                            | Нагорода                                           | Категорія                                        | Результат |
| ---- | ----------------------- | ----------------------------------------------- | -------------------------------------------------- | ------------------------------------------------ | --------- |
| 2007 | Нас прийняли            | Шерман Шрейдер ІІІ (англ. Sherman Schrader III) | Teen Choice Awards                                 | Вибір фільму: Крик                               | Номінація |
| 2008 | Суперперці              | Сет (англ. Seth)                                | Teen Choice Awards                                 | Вибір актора фільму: комік                       | Номінація |
| 2008 | Суперперці              | Сет (англ. Seth)                                | Teen Choice Awards                                 | Вибір коміка                                     | Номінація |
| 2008 | Суперперці              | Сет (англ. Seth)                                | MTV Movie Awards                                   | Найкращий прорив року                            | Номінація |
| 2008 | Суперперці              | Сет (англ. Seth)                                | MTV Movie Awards                                   | Найкраще комедійне виконання                     | Номінація |
| 2010 | Зірковий ескорт         | Аарон Грін (англ. Aaron Green)                  | Teen Choice Awards                                 | Вибір актора фільму: комік                       | Номінація |
| 2010 | Зірковий ескорт         | Аарон Грін (англ. Aaron Green)                  | Teen Choice Awards                                 | Вибір фільму: бійка                              | Номінація |
| 2010 | Зірковий ескорт         | Аарон Грін (англ. Aaron Green)                  | Teen Choice Awards                                 | Вибір фільму: Liplock                            | Номінація |
| 2011 | Людина, яка змінила все | Пітер Бренд                                     | Satellite Awards                                   | Найкращий актор другого плану                    | Номінація |
| 2011 | Людина, яка змінила все | Пітер Бренд                                     | Товариство кінокритиків Фінікса                    | Найкращий актор другого плану                    | Номінація |
| 2012 | Людина, яка змінила все | Пітер Бренд                                     | 84-та церемонія вручення нагороди «Оскар»          | Найкраща чоловіча роль другого плану             | Номінація |
| 2012 | Людина, яка змінила все | Пітер Бренд                                     | 69-та церемонія вручення нагороди «Золотий глобус» | Найкраща чоловіча роль другого плану — кінофільм | Номінація |
| 2012 | Людина, яка змінила все | Пітер Бренд                                     | БАФТА у кіно                                       | Найкраща чоловіча роль другого плану (кіно)      | Номінація |
| 2012 | Людина, яка змінила все | Пітер Бренд                                     | Премія Гільдії кіноакторів США                     | Найкраща чоловіча роль другого плану             | Номінація |
| 2012 | Мачо і ботан            | Мортон Шмідт                                    | MTV Movie Awards                                   | Best Gut-Wrenching Performance                   | Номінація |
| 2012 | Мачо і ботан            | Мортон Шмідт                                    | MTV Movie Awards                                   | Найкраща бійка                                   | Номінація |
| 2012 | Мачо і ботан            | Мортон Шмідт                                    | MTV Movie Awards                                   | Найкраща комедійна гра                           | Номінація |
| 2012 | Мачо і ботан            | Мортон Шмідт                                    | Teen Choice Awards                                 | Вибір актора фільму: комік                       | Номінація |
| 2012 | Мачо і ботан            | Мортон Шмідт                                    | Teen Choice Awards                                 | Film — Choice Chemistry                          | Номінація |
| 2012 | Мачо і ботан            | Мортон Шмідт                                    | Teen Choice Awards                                 | Вибір фільму: Hissy Fit                          | Номінація |
| 2012 | Мачо і ботан            | Мортон Шмідт                                    | Teen Choice Awards                                 | Вибір фільму: бійка                              | Номінація |
| 2012 | Джанґо вільний          | Bag Head #2                                     | Товариство кінокритиків Сан-Дієго                  | Найкраща гра акторського складу                  | Номінація |
| 2013 | Вовк із Волл-стріт      | Донні Азофф                                     | Асоціація кінокритиків Далласа — Форт-Уерта        | Найкращий актор другого плану                    | Номінація |
| 2014 | Вовк із Волл-стріт      | Донні Азофф                                     | 86-та церемонія вручення нагороди «Оскар»          | Найкраща чоловічу роль другого плану             | Номінація |
| 2014 | Вовк із Волл-стріт      | Донні Азофф                                     | Товариство кінокритиків Центрального Огайо         | Найкращий актор другого плану                    | Номінація |
| 2014 | Вовк із Волл-стріт      | Донні Азофф                                     | Міжнародний кінофестиваль у Палм Спрінґс           | Нагорода за кретивний вплив в акторській грі     | Перемога  |

### Виноски
1. ↑  SNAC — 2010.
2. ↑  Discogs — 2000.
3. ↑  Munzinger Personen
4. ↑  https://ethnicelebs.com/jonah-hill
5. ↑  Bucksbaum S. Jonah Hill shares emotional photo in tribute to Kobe Bryant and late brother Jordan Feldstein — NYC: Meredith Corporation, 2020. — ISSN 1049-0434; 2169-3188
6. ↑  Jonah Hill. TV Guide. Архів оригіналу за 15 квітня 2015. Процитовано 11 квітня 2015.(англ.)
7. ↑  Brevet, Brad. (June 2, 2010) Interview: Jonah Hill Talks Music and Movies Promoting 'Get Him to the Greek' [Архівовано 8 червня 2010 у Wayback Machine.]. Rope of Silicon. Процитовано 15 листопада 2011.(англ.)
8. 1 2 3 4  Jonah Hill. biography. biography.com. Архів оригіналу за 1 лютого 2014. Процитовано 26 січня 2014.
9. ↑  Katy Botnar (8 грудня 2016). The Big Jonah Hill Feldstein and his wealthy family. bodyheightweight.com. Процитовано 30 червня 2017.(англ.)
10. ↑  Джона Гілл. Kino-teatr.ua. Архів оригіналу за 3 грудня 2013. Процитовано 26 січня 2014.
11. ↑  Jonah Hill: Awards (англ.). Internet Movie Database. Архів оригіналу за 21 грудня 2013. Процитовано 26 січня 2014.